# George Bonhag
	George Valentine Bonhag (Boston, 31 januari 1882 – Bronx, 30 oktober 1960), was een Amerikaanse atleet.

## Biografie
Bonhag nam driemaal deel aan de Olympische Zomerspelen en aan de Tussenliggende Spelen van 1906. In 1906 won Bonhag de 1500 meter snelwandelen. Bonhag won goud in de team wedstrijd in 1912 en zilver in 1908. In 1912 deed Bonhag ook mee aan de honkbal demonstratiewedstrijd.

## Persoonlijke records
| Onderdeel | Prestatie | Jaar |
| --------- | --------- | ---- |
| 1 mijl    | 4.22,4    | 1910 |
| 5000m     | 15.05,8   | 1912 |

## Palmares

### 800 meter
- 1904: series OS

### 1.500 meter
- 1906: 6e OS [1]

### 5.000 meter
- 1912: 4e OS - 15.10

### 5 mijl
- 1906: 4e OS [1]

### team
- 1908:  OS 3 mijl - 19 punten
- 1912:  OS 3 km - 9 punten

### 1.500 meter snelwandelen
- 1906:  OS 7.12,6 [1]

### 3200m Steeplechase
- 1908: series OS -

### Veldlopen
- 1912: - OS - uitgevallen

1912: Tell Berna, George Bonhag, Abel Kiviat, Louis Scott, Norman Taber ·
1920: Horace Brown, Michael Devaney, Ivan Dresser, Arlie Schardt, Lawrence Shields ·
1924: Elias Katz, Frej Liewendahl, Paavo Nurmi, Ville Ritola, Eino Seppälä, Sameli Tala